# ویسبادن-فراونشتاین
ویسبادن-فراونشتاین (به آلمانی: Wiesbaden-Frauenstein) یک منطقهٔ مسکونی در آلمان است که در ویسبادن واقع شده‌است. ویسبادن-فراونشتاین  ۲٬۳۶۵ نفر جمعیت دارد.